# Палетти, Риккардо
Рикка́рдо Пале́тти (итал. Riccardo Paletti, 15 июня 1958, Милан, Италия — 13 июня 1982, Монреаль, Канада) — итальянский автогонщик, участник «Формулы-1» в сезоне 1982 года. Погиб в аварии при своем втором старте в гонках (Гран-при Канады).

## Карьера
В конце 1978 года Палетти дебютировал в итальянском чемпионате «Формулы-3», а в 1979 году провел в чемпионате полный сезон. В чемпионате его лучшими результатами стали два пятых места. В том же году он дебютировал на этапе Мизано в чемпионате Европы в классе «Формула-2» и финишировал на 8-м месте.
В 1980—1981 годах продолжил выступление в чемпионате Европы в классе «Формула-2». Лучшими результатами стали за это время стали второе место на Сильверстоуне и третье место в Тракстоне в 1981 году. По итогам чемпионата в 1981 году занял 10-е место.
На четвёртом этапе сезона 1982 года Гран-при Сан-Марино участвовало всего 14 машин. Машина Палетти была одной из них. Однако он сошёл с трассы из-за механических проблем, будучи тринадцатым. В следующих двух гонках, где участвовали все машины, он опять не квалифицировался. В седьмом Гран-при, в Детройте, Палетти смог первый раз квалифицироваться в Гран-при, но из-за аварии на прогревочном круге так и не стартовал.
Во время следующей гонки в канадском Монреале Палетти, врезавшись в заглохший на старте автомобиль Дидье Пирони на скорости 180 км/ч, оказался зажат рулём в кокпите, получив тяжёлые травмы грудной клетки. Его попытались вытащить, но топливный бак машины воспламенился, окутав находящегося в бессознательном состоянии гонщика огненной стеной. Когда огонь удалось потушить, у Палетти уже не было пульса. Потребовалось 25 минут, чтобы извлечь его из машины. Он был доставлен медицинским вертолётом в Royal Victoria Hospital, где умер спустя некоторое время.
В 1983 году автодром Варано в Италии был назван в честь Риккардо Палетти.

## Результаты выступлений
| Легенда к таблице |                                                                    |
| --- | ------------------------------------------------------------------ |
| В таблице перечислены результаты всех Гран-при Формулы-1, в которых принимал участие гонщик. Строками таблицы являются сезоны, столбцами — этапы чемпионата мира. В каждой клетке указаны сокращённое название этапа и результат, дополнительно обозначенный цветом. Расшифровка обозначений и цветов представлена в нижеследующей таблице. |                                                                    |
| \| Пример \| Описание \| \| ------------ \| ------------------------------------------------------------------ \| \| 1 \| Победитель \| \| 2 \| Второе место \| \| 3 \| Третье место \| \| 5 \| Финишировал, заработав очки \| \| Сход \| Не финишировал, но при этом заработал очки \| \| 12 \| Финишировал, не получив очков \| \| НКЛ \| Финишировал, но не попал в финальную классификацию \| \| 15 \| Участвовал вне зачёта, либо по отдельной классификации \| \| 18 \| Не финишировал, но попал в финальную классификацию \| \| Сход \| Не финишировал \| \| НКВ \| Не прошёл квалификацию \| \| НПКВ \| Не прошёл предквалификацию \| \| ДСК \| Дисквалифицирован \| \| ИСК \| Исключён из протокола соревнований \| \| ТТ \| Заявлен для участия только в тренировках \| \| НС \| Участвовал в квалификации, но не стартовал в гонке \| \| Т \| Травмирован или болен \| \| ОТК \| Отказ от участия \| \| НТР \| Прибыл на соревнования, но на трассу не выезжал \| \| НПР \| Был заявлен в числе участников, но не прибыл к началу соревнований \| \| О \| Соревнования отменены \| \| \| Не участвовал \| \| Поул-позиция \| \| \| Быстрый круг \| \| |                                                                    |
| Пример | Описание                                                           |
| 1 | Победитель                                                         |
| 2 | Второе место                                                       |
| 3 | Третье место                                                       |
| 5 | Финишировал, заработав очки                                        |
| Сход | Не финишировал, но при этом заработал очки                         |
| 12 | Финишировал, не получив очков                                      |
| НКЛ | Финишировал, но не попал в финальную классификацию                 |
| 15 | Участвовал вне зачёта, либо по отдельной классификации             |
| 18 | Не финишировал, но попал в финальную классификацию                 |
| Сход | Не финишировал                                                     |
| НКВ | Не прошёл квалификацию                                             |
| НПКВ | Не прошёл предквалификацию                                         |
| ДСК | Дисквалифицирован                                                  |
| ИСК | Исключён из протокола соревнований                                 |
| ТТ | Заявлен для участия только в тренировках                           |
| НС | Участвовал в квалификации, но не стартовал в гонке                 |
| Т | Травмирован или болен                                              |
| ОТК | Отказ от участия                                                   |
| НТР | Прибыл на соревнования, но на трассу не выезжал                    |
| НПР | Был заявлен в числе участников, но не прибыл к началу соревнований |
| О | Соревнования отменены                                              |
| | Не участвовал                                                      |
| Поул-позиция |                                                                    |
| Быстрый круг |                                                                    |

### Результаты в европейском чемпионате «Формулы-2»
| Год  | Команда                      | Шасси     | Двигатель | 1     | 2        | 3     | 4        | 5     | 6      | 7       | 8        | 9      | 10       | 11       | 12       | Место | Очки |
| ---- | ---------------------------- | --------- | --------- | ----- | -------- | ----- | -------- | ----- | ------ | ------- | -------- | ------ | -------- | -------- | -------- | ----- | ---- |
| 1980 | Mike Earle Racing with March | March/802 | BMW       | ТРА   | ХОК      | НЮР   | ВАЛ      | ПО    | СИЛ    | ЗОЛ     | МДЖ Сход | ЗАН 14 | ПЕР      | МИЗ 8    | ХОК Сход | 22    | 0    |
| 1981 | Onyx Racing                  | March/812 | BMW       | СИЛ 2 | ХОК Сход | ТРА 3 | НЮР Сход | ВАЛ 6 | МДЖ 10 | ПО Сход | ПЕР Сход | СПА 15 | ДОН Сход | МИЗ Сход | МАН Сход | 10    | 11   |

### Результаты в Формуле-1
| Год  | Команда              | Шасси       | Двигатель   | 1       | 2        | 3       | 4        | 5        | 6        | 7      | 8        | 9   | 10  | 11  | 12  | 13  | 14  | 15  | 16  | Место | Очки |
| ---- | -------------------- | ----------- | ----------- | ------- | -------- | ------- | -------- | -------- | -------- | ------ | -------- | --- | --- | --- | --- | --- | --- | --- | --- | ----- | ---- |
| 1982 | Osella Squadra Corse | Osella FA1C | Cosworth V8 | ЮАР НКВ | БРА НПКВ | СШЗ НКВ | САН Сход | БЕЛ НПКВ | МОН НПКВ | ДЕТ НС | КАН Сход | НИД | ВЕЛ | ФРА | ГЕР | АВТ | ШВА | ИТА | СИЗ | —     | 0    |